# Międzyleś (powiat węgrowski)
Międzyleś – wieś w Polsce położona w województwie mazowieckim, w powiecie węgrowskim, w gminie Miedzna. Ma status sołectwa.
W latach 1954–1968 wieś należała i była siedzibą władz gromady Międzyleś, po jej zniesieniu w gromadzie Wrotnów. W latach 1975–1998 miejscowość należała administracyjnie do województwa siedleckiego. 
Wierni kościoła rzymskokatolickiego należą do parafii św. Antoniego Padewskiego w Ugoszczy lub do parafii Zwiastowania Najświętszej Maryi Panny w Miedznie.

## Historia
Międzyleś wchodził w skład dóbr miedzeńskich. W 1827 roku Międzyleś liczył 22 domy z 127 mieszkańcami. Jak podaje „Słownik Geograficzny Polski” w 1885 roku było 26 domów z 264 mieszkańcami. Obszar wsi i folwarku obejmował 1250 morgów. Na mocy „Najwyższego Ukazu” z 1864 roku we wsi Międzyleś powstało 35 osad uwłaszczonych chłopów na 490 morgach, w tym 6 morgach nieużytków.

## Linki zewnętrzne

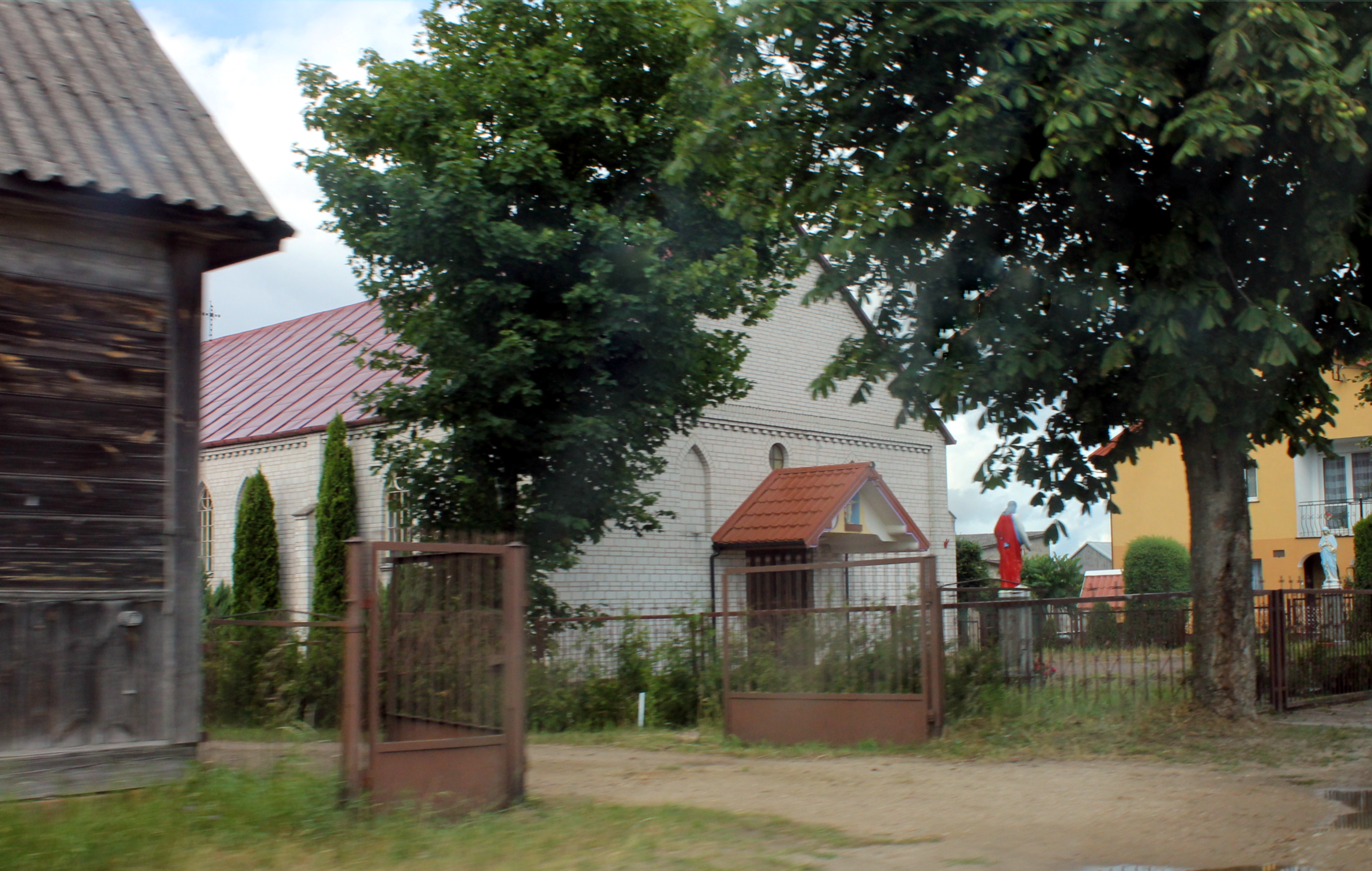
Kaplica